# Fufidi (jurista)
Fufidi (en llatí Fufidius) va ser un jurista romà que probablement va viure a la segona meitat del segle i i primera del segle ii, en temps dels emperadors Vespasià i Hadrià.
Alguns (com Maiansius) pensen que seria el mateix personatge que Luci Fufidi Pol·lió, cònsol el 166, però això no és gaire versemblant. Podria ser contemporani de Sext Cecili Africà, i no anterior a Atilicí, un contemporani de Pròcul.
Apareix mencionat diverses vegades en controvèrsies jurídiques importants, però amb molta confusió.